# Wolfgang Hörlin
Wolfgang Hörlin (* 1955) ist ein deutscher klassischer Organist und Hochschullehrer.

## Leben
Wolfgang Hörlin war von 1965 bis 1975 unter Domkapellmeister Georg Ratzinger bei den Regensburger Domspatzen. Er studierte Schul- und Kirchenmusik, Orgel und Improvisation bei Franz Lehrndorfer und Gerhard Weinberger. Von 1983 bis 1994 war er Dozent für Orgel-Literatur und Liturgisches Orgelspiel an der Kirchenmusikschule (heute Hochschule für Katholische Kirchenmusik und Musikpädagogik) in Regensburg. Er erhielt 1992 ein Stipendium des Bayerischen Kultusministeriums zu einem Studienaufenthalt in der Cité Internationale des Arts in Paris. 
Seit 1994 ist er Dozent für Orgel, Orgelimprovisation, liturgisches Orgelspiel und Klavierimprovisation im Fach Filmmusikkomposition an der Hochschule für Musik und Theater in München. Seit 2009 ist Hörlin Stiftsorganist an der Papst-Benedikt-Orgel der Stiftskirche zur Alten Kapelle in Regensburg und wirkt dort seit 2011 als Stiftskapellmeister in Nachfolge von Josef Kohlhäufl.
Wolfgang Hörlin verbindet die Orgelimprovisation mit anderen Kunstformen und arbeitet mit Künstlern etwa bei Textlesungen oder Pantomime zusammen. Er hat eine hohe Affinität zur Interpretation zeitgenössischer Orgelliteratur.

## Auszeichnungen
- 1988: 1. Internationaler Improvisationswettbewerb in Linz/Österreich (1. Preis)
- 1989: 2. Preis beim Internationalen Wettbewerb für Orgelimprovisation Schwäbisch Gmünd
- 1990: Gewinner des Internationalen Orgelimprovisationswettbewerbs in Haarlem
- 1993: Johann-Pachelbel-Preis beim internationalen Orgelimprovisationsbewerb der 42. Internationale Orgelwoche Nürnberg (ION)

## Tonträger (Auswahl)
- 2005: Die Schöpfung.
- 2007: Bertold Hummel (Orgel der Basilika Vierzehnheiligen)